# Diania cactiformis
Diania cactiformis — вид вимерлих безхребетних, предок членистоногих.
Diania cactiformis жила 520 млн років тому, у кембрійському періоді. Добре збережені відбитки її тіла палеонтологи знайшли в 2006 році в провінції Юньнань (Китай).
Diania cactiformis мала довжину 6 см. У неї був витягнутий тулуб, дуже схожий на тіла інших лобоподів і 10 пар ніг, покритих панцирними пластинками. Кожна пластинка була покрита безліччю шипів, як у сучасних крабів, завдяки їм тварина і отримало свою видову назву — cactiformis. Загалом Diania cactiformis нагадувала витягнутого в довжину морського павука.
Ноги цієї тварини являють собою щось середнє між кінцівками лобоподів і членистоногих. Саме виходячи з будови ніг Diania cactiformis, існує версія, що дана істота являє собою «проміжну ланку» між лобоподами і членистоногими.
Швидше за все, тверді пластинки і шипи на ногах Diania cactiformis з'явилися для захисту від хижаків. У нащадків цієї тварини вони зрослися, утворивши твердий панцир, спочатку на кінцівках, а згодом вже на тілі.